# 3747 Belinskij
3747 Belinskij è un asteroide della fascia principale del diametro medio di circa 26,73 km. Scoperto nel 1975, presenta un'orbita caratterizzata da un semiasse maggiore pari a 3,1934633 UA e da un'eccentricità di 0,1150841, inclinata di 24,38142° rispetto all'eclittica.